# Macuda Micsiko
Macuda Micsiko (松田 理子; Hepburn: Matsuda Michiko) (Japán, 1966. október 26. –) japán válogatott labdarúgó.

## Klub
A Prima Ham FC Kunoichi csapatában játszott.

## Nemzeti válogatott
1981-ben debütált a japán válogatottban. A japán válogatott tagjaként részt vett az 1991-es világbajnokságon. A japán válogatottban 45 mérkőzést játszott.

## Statisztika
| Japán válogatott | Japán válogatott | Japán válogatott |
| Időszak          | Mérk.            | gól              |
| ---------------- | ---------------- | ---------------- |
| 1981             | 1                | 0                |
| 1982             | 0                | 0                |
| 1983             | 0                | 0                |
| 1984             | 3                | 2                |
| 1985             | 0                | 0                |
| 1986             | 10               | 3                |
| 1987             | 4                | 0                |
| 1988             | 2                | 0                |
| 1989             | 9                | 1                |
| 1990             | 5                | 2                |
| 1991             | 11               | 2                |
| Összesen         | 45               | 10               |

## Sikerei, díjai
Japán válogatott
- Ázsia-kupa:  Ezüst; 1986, 1991,  Bronz; 1989